# 珪素 (作家)
珪素（日语：珪素），日本作家。

## 經歷
珪素看到小說網站KAKUYOMU的蓬勃發展，在與一位同樣遊玩戦闘破壊学園ダンゲロス的玩家討論下，決定互相比較誰能在小說網站獲得更多評分點數，遂於2018年開始投稿。
珪素投稿的首部作品《異修羅》獲得《這本輕小說真厲害！2021》單行本、Novels部門與新作部門的第一名。

## 作品列表

### 小說
- 《異修羅》（2017年6月－，電擊文庫）
- （2020年9月－，電擊文庫）[5]

### 漫畫
- （2023年6月－，Young Animal，原作，作畫：杠憲太）

## 外部連結
- 珪素的KAKUYOMU帳戶 （页面存档备份，存于）
- 珪素的成為小說家吧帳戶
- 珪素的X（前Twitter）